# جون كونيل
جون كونيل (بالإنجليزية: John Connell)‏ هو نحات وفنان ورسام أمريكي، ولد في 1940 في أتلانتا في الولايات المتحدة، وتوفي في 27 سبتمبر 2009 في ماريافيل في الولايات المتحدة.